# Uppsala Publishing House
Uppsala Publishing House (Konsultförlaget) är ett bokförlag i Uppsala som ger ut ca 20 böcker om året: "Ger ut böcker om ledarskap, projekt, marknadsföring samt personlig och organisatorisk utveckling, även populärvetenskapliga böcker och böcker med Uppsalarelaterat innehåll".